# Idaea crinitaria
Idaea crinitaria là một loài bướm đêm trong họ Geometridae.